# Eduard Sochor von Friedrichstahl
Eduard Carl Johann Sochor von Friedrichstahl, baron (ur. 10 czerwca 1833 w Dívákach na Morawach, zm. 28 maja 1916 w Baden w Dolnej Austrii) – urzędnik i ekspert kolejowy, polityk i poseł do austriackiej Rady Państwa.

## Życiorys
Ukończył gimnazjum w Brnie. Studiował w latach 1856-1850 w Theresianum oraz prawo na uniwersytecie w Wiedniu, gdzie w 1859 uzyskał tytuł doktora praw. Od 1860 pracował w kancelarii burmistrza Andreasa Zelinki w Wiedniu. Od 1862 był doradcą prawnym Kolei Północnej Cesarza Ferdynanda (Kaiser Ferdinands-Nordbahn). Przygotował dla niej m.in. w 1863 kodeks austriackich przepisów kolejowych (Betriebsreglement der österrische Eisenbahnen) które stały się wzorcowe dla innych kolei w Europie Środkowej oraz doradzał w sporze prawnym z Towarzystwem Kolei Południowych (Südbahn-Gesellschaft), Od 1867 najpierw sekretarz a potem dyrektor generalny Czeskiej Kolei Zachodniej (Böhmische Westbahn).  Członek Rady Zawiadowczek c. i k. kolei nadniestrzańskiej (1874). W 1874 przeniesiony do stanu szlacheckiego. Jako c. i k. radca dworu był dyrektorem generalny Dyrekcji Generalnej Kolei Galicyjskiej Karola Ludwika w Wiedniu (1875-1892), od 1892 także członek jej Rady Zarządzającej. Przeprowadził proces jej upaństwowienia. Od 1890  Prezes Rady Zarządzającej c. k. kolei Ostrawo-Friedlandzkiej a także kurator funduszu wsparcia kolei austriackich. W 1886 cesarz Franciszek Józef I nadał mu tytuł barona. 
Poseł do austriackiej Rady Państwa VI kadencji (7 października 1879 – 23 kwietnia 1885) i VII kadencji (22 września 1885 – 23 stycznia 1891) wybrany z kurii II – gmin miejskich, z okręgu wyborczego nr 11 (Brody-Złoczów). W parlamencie był posłem niezrzeszonym. W 1899 mianowany dożywotnim członkiem Izby Panów.  

## Rodzina i życie prywatne
Syn urzędnik Augusta Wenzela Mathiasa Sochora i Antoni Karoliny Anny z domu Fridrich. Ożeniony dwukrotnie. Pierwszy raz  Therese z domu Schilling, z którą miał dwóch synów i dwie córki. Powtórnie z Alexandrine z domu Zinner.  

## Odznaczony
komandor austriackiego orderu Franciszka Józefa (1879), kawaler orderu żelaznej korony 3 kl (1872), komandor rosyjskiego orderu św. Stanisława 2. klasy (1878). z gwiazdą i orderu św. Anny 2 klasy (1879), kaw. perskiego orderu słońca i lwa II klasy (1890), od 1890 obywatel honorowy miasta Brody